# Cathervielle
Cathervielle ist eine französische Gemeinde mit 32 Einwohnern (Stand 1. Januar 2022) im Département Haute-Garonne in der Region Okzitanien (zuvor Midi-Pyrénées). Die Einwohner werden als Catherviellois bezeichnet.

## Nachbargemeinden
Nachbargemeinden sind: Cirès, Caubous, Garin und Poubeau.

## Bevölkerungsentwicklung
| Jahr                       | 1962 | 1968 | 1975 | 1982 | 1990 | 1999 | 2008 | 2017 | 2019 |
| -------------------------- | ---- | ---- | ---- | ---- | ---- | ---- | ---- | ---- | ---- |
| Einwohner                  | 57   | 34   | 23   | 30   | 33   | 30   | 35   | 36   | 36   |
| Quellen: Cassini und INSEE |      |      |      |      |      |      |      |      |      |

## Sehenswürdigkeiten
Siehe auch: Liste der Monuments historiques in Cathervielle
- Kirche St-Étienne, erbaut im 14. Jahrhundert